# Thalestris longimana
Thalestris longimana är en kräftdjursart som beskrevs av Claus 1863. Thalestris longimana ingår i släktet Thalestris och familjen Thalestridae. Arten är reproducerande i Sverige. Inga underarter finns listade i Catalogue of Life.